# Formatie van de Kempen
De Formatie van de Kempen was een geologische formatie in de ondergrond van het noorden van België. De formatie werd begin 21e eeuw vervangen door de Formaties van Weelde en Malle, met een gelijkaardige stratigrafische indeling. De Formatie van de Kempen bestond uit zand en klei afgezet tijdens het Vroeg Pleistoceen (rond 1,8 miljoen jaar geleden). Ze was enkel aanwezig in de Noorderkempen en kon een maximale dikte van 30 m hebben.
De Formatie van de Kempen lag meestal boven op oudere zandformaties uit het Plioceen en Vroeg-Pleistoceen: dit zijn de formaties van Mol en Merksplas. Deze oudere zanden zijn door rivieren aangevoerd maar in zee, voor een delta, afgezet. De zanden en kleien van de Formatie van Kempen zijn echter afgezet in gedeeltelijk brak water, in estuaria of wadden, of in de spoelvlakte van rivieren. De opeenvolging toont daarom aan dat de kustlijn van de Noordzee gedurende het Laat-Plioceen en Vroeg-Pleistoceen (tussen 2,7 en 1,5 miljoen jaar geleden) gemiddeld genomen richting het noorden verschoof. Het noorden van België, dat gedurende het Plioceen nog zee was, kwam daarmee boven water te liggen. Verder naar het noorden, in Nederland, komen van dezelfde ouderdom naast afzettingen die door rivieren (Formatie van Waalre) werden gevormd ook formaties voor die in ondiep zeewater (Formatie van Maassluis) werden gevormd.
In tegenstelling tot oudere formaties worden in de afzettingen van de voormalige Formatie van de Kempen sporen van gelifractie aangetroffen. Dit is het gevolg van het afkoelen van het klimaat aan het begin van het Pleistoceen, waarmee ijstijden hun intrede deden.